# Salinas de Medinaceli

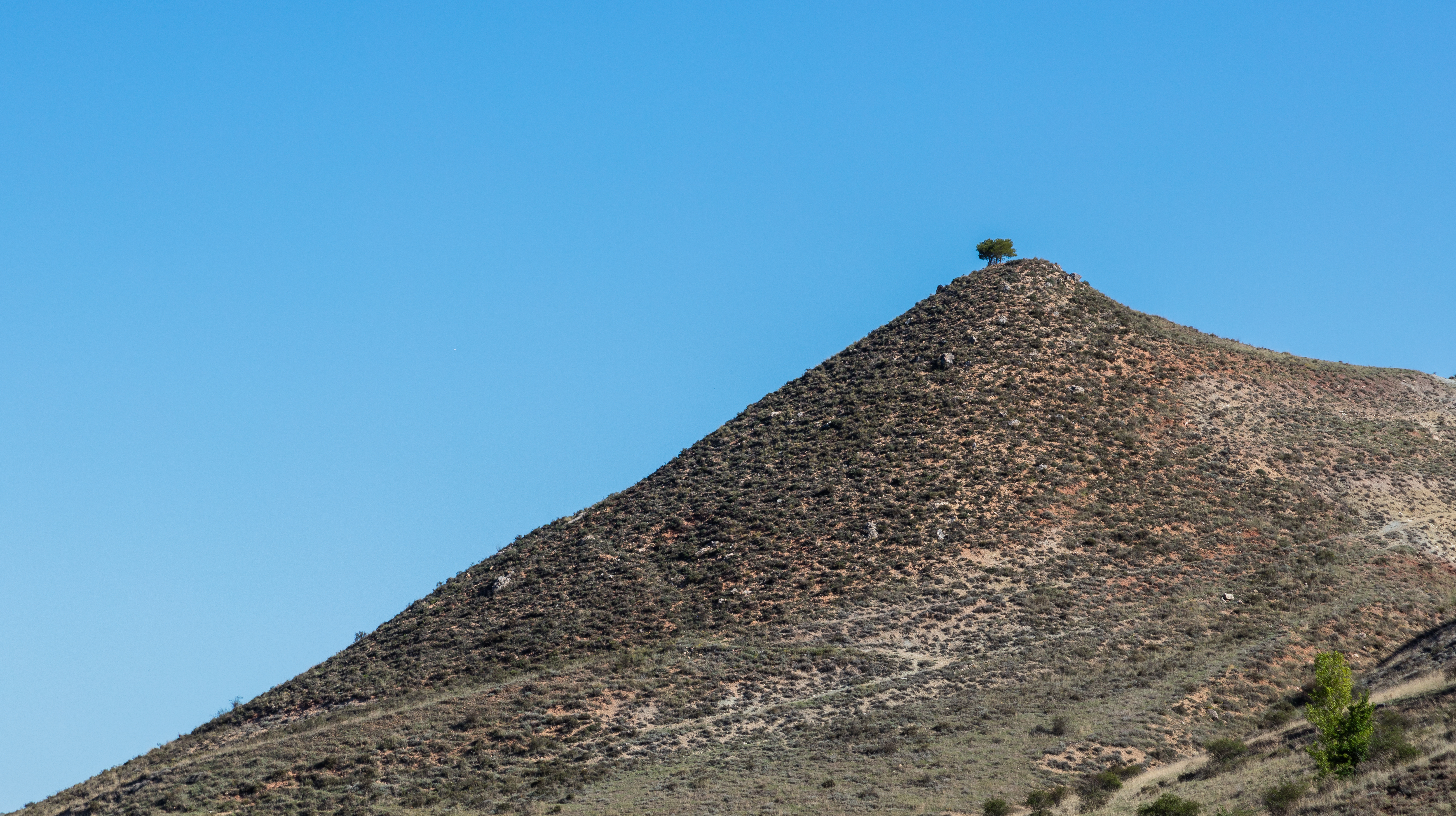
Paraje en Salinas de Medinaceli.

Salinas de Medinaceli es una localidad del municipio de Medinaceli, en la provincia de Soria (España). Entre 1859 y 1963 constituyó un municipio independiente del de Medinaceli, del que se desgajó y al que se volvió a integrar.

## Historia
El nombre de la población procede de manera obvia de las salinas de interior que se explotaban en sus inmediaciones desde época romana. La importancia económica de la sal generó frecuentes disputas en la Edad Media por la posesión de las albercas de evaporación. Aunque el obispado de Sigüenza, el duque de Medinaceli, el monasterio cisterciense de Santa María de Huerta, y algún particular ostentaron derechos sobre ellas, el rey se apropió de la mayor parte de la sal, lo que hizo que se conociera a estas salinas como «Salinas del Rey». Alfonso X empleaba el producto de las salinas para mantener diversas obras de caridad. En la margen del río Jalón, cerca de Salinas, se han hallado restos de la posada medieval denominada «La Ansarera» en Poema del Mío Cid.Al ser afectadas por la construcción de la autovía su producción disminuyó mucho, dejando de explotarse en 1994. Posteriromente se han utilizado como piscifactoría.
La orden franciscana se instaló en Salinas en 1528, abriendo un convento que permaneció en la localidad hasta su traslado a Medinaceli en 1636. La población recibió un fuerte impulso en 1763, cuando empezó el servicio de la Diligencia General de Coches, pues tenía parada en Salinas la línea entre Madrid y Barcelona.
A la caída del Antiguo Régimen la localidad formaba parte del municipio constitucional de Medinaceli en la región de Castilla la Vieja. En 1859 la localidad se segregó formando un nuevo municipio, que aparecía ya en el censo de 1857 con 74 hogares y 286 vecinos. En el censo de 1860 el municipio aparece simplemente como Salinas. El municipio alcanzó su apogeo demográfico y económico a partir del 2 de julio de 1862, con la inauguración de su estación de ferrocarril propia en la línea de la Compañía de los Ferrocarriles de Madrid a Zaragoza y Alicante. En 1871, al producirse el desestanco de la sal, el Estado vendió las salinas en subasta. Los propietarios introdujeron diversas mejoras, para llegar a obtener unas 800 toneladas al año. Las salinas se llamaban "Langar y Charcas" y "Turquillas". En la década de 1930 cambiaron de propietario y de nombre, pasando a llamarse "Eloisa" y "Santiago". En 1940 dejaron de explotarse como salinas, pero las balsas se han utilizado para la cría de peces para acuarios. Las salinas quedaron muy afectadas por la construcción de la autovía de Madrid a Zaragoza, perdiendo mucha superficie y reduciéndose la producción. 
En 1963 el municipio de Salinas desapareció al integrarse de nuevo en el de Medinaceli. Contaba entonces (censo de 1960) con 131 hogares, 424 habitantes de hecho y 442 de derecho. La estación de ferrocarril de Salinas se denomina hoy de Medinaceli. En 1994 la explotación de las salinas se cerró definitivamente.

## Geografía humana

### Demografía
| Gráfica de evolución demográfica de Salinas de Medinaceli entre 1857 y 1960 |
| |
| Población de derecho según los censos de población del INE Población de hecho según los censos de población del INEEn este censo se denominaba Salinas: 1860 Entre el censo de 1857 y el anterior, aparece este municipio porque se segrega del municipio 42113 (Medinaceli) Entre el censo de 1970 y el anterior, este municipio desaparece porque se integra en el municipio 42113 (Medinaceli) |

En el año 1981 contaba con 79 habitantes, concentrados en el núcleo principal, pasando a 52 en 2008, y a 40 en 2020.[cita requerida]

## Fiestas
Los patrones de Salinas de Medinaceli son San Miguel Arcángel y la Virgen de la Expectación, celebrándose concretamente «La Aparición del Arcángel San Miguel» (8 de mayo) y «La Expectación del Parto de Nuestra Señora». También se celebran las festividades de San Blas (3 de febrero) y San Roque (16 de agosto), aparte de las de los patrones.